# Richard Langham Smith
Richard Langham Smith (* 10. September 1947 in Barnes, London Borough of Richmond upon Thames) ist ein englischer Musikwissenschaftler. 

## Leben und Werk
Smith war Student von Wilfrid Mellers (1914–2008) und Edward Lockspeiser (1905–1973) und studierte Musikwissenschaft an der University of York. Am Conservatorium van Amsterdam ließ er sich am Cembalo ausbilden; speziell die Vortragsweise in der Barockmusik. 
Nach erfolgreichem Abschluss betraute man Smith an der Lancaster University mit einem Lehrauftrag; später wechselte er an die City University London. Anschließend nahm er einen Ruf an die University of Exeter an und wechselte später an die Open University in Milton Keynes. 
Zwischen September 2008 und Juli 2010 leitete Smith die Graduate School am Royal College of Music (RCM) in London und ab Herbst 2011 lehrte und forschte Smith wieder am RCM.

## Werke (Auswahl)

### Autor
Aufsätze
- Debussy and the art of the cinema. In: Musik and letters, Bd. 54 (1973), S. 61–70, ISSN 1477-4631.
- Ravel's operatic spectacles. „L'heure et l'enfant“. In: Deborah Mawer (Hrsg.): The Cambridge Companion to Ravel. CUP, New York 2000, ISBN 0-521-64026-1.

Monographien
- Claude Debussy. Pelléas et Mélisande. CUP, Cambridge 1994, ISBN 0-521-30714-7 (zusammen mit Roger Nichols).
- This is a recording. Listening with a purpose. Prentice-Hall, Englewood Cliffs 1986 (zusammen mit Barbara Fowler Swartz).

1. Buch. ISBN 0-13-919200-X.
2. Musikkassette. ISBN 3-12-538418-4 (75 Min.)

### Herausgeber
- Debussy Studies. CUP, Cambridge 1997, ISBN 0-521-46090-5.
- French music since Berlioz. Ashgate Books, Aldershot 2006, ISBN 0-7546-0282-6.

| Personendaten    | Personendaten                                  |
| ---------------- | ---------------------------------------------- |
| NAME             | Smith, Richard Langham                         |
| KURZBESCHREIBUNG | englischer Musikwissenschaftler                |
| GEBURTSDATUM     | 10. September 1947                             |
| GEBURTSORT       | Barnes, London Borough of Richmond upon Thames |